# Late night laments
Late night laments is het zesde officiële studioalbum van Tim Bowness (hij bracht ook zelf albums uit). 

## Achtergrond
De muziek van Bowness komt al jaren in dezelfde stijl, sfeertekeningen met droeve zang boven ijle instrumentale klanken, waarbij meestentijds de gitaar ontbreekt. Het album is gemixt door Steven Wilson, het maatje van Bowness uit no-man.
Het album werd gemasterd door Calum Malcolm, die eerder werkte voor The Blue Nile, Aztec Camera en Prefab Sprout, die de somberheid als gemeenschappelijkheid hebben.
Bowness constateerde achteraf dat hij geluk had gehad. Hij was net klaar met het album toen de coronapandemie uitbrak en reizen en met elkaar in een studio verblijven onmogelijk werd. Die studio werd in diezelfde periode  onder grote vertraging opgeleverd, waardoor zijn huis waaraan/in het gebouwd tijdenlang een rommel was. De titel van het album lag alvast toen het eerste nummer af was. Ook de samenwerking met Jarrod Gosling voor de hoes liep gladjes. Het werd de afbeelding van een eenzame man in zijn "rommel" (muziekbladen, elpees). Bowness zag de bui al hangen voor beperkte verkopen, maar had het geluk dat de onlinedienst Burning Shed gewoon door kon verkopen. Northern rain handelt over zijn zorgervaring met ouderdomsgebreken.

## Musici
- Tim Bowness – zang, achtergrondzang, synthesizers (tracks 1.2 en 1.9), samples (tracks 1.2 en 1.9) , ukelele (track 4), geluidseffecten (track 1.2 en 1.6)
- Brian Hulse – synthesizers, toetsinstrumenten, gitaar, drummachine, achtergrondzang (track 1.4)

Met
- Tom Atherton – vibrafoon (tracks 1.1, 1.4, 1.5, 1.6, 1.9), drumstel (track 2.2 en 2.3)
- Richard Barbieri – synthesizers (track 1.3, 1.7)
- Evan Caron – drumstel, percussie (tracks 1.1, 1.4  en 2.4)
- Colin Edwin – contrabas 9tracks 1.4, 1.5, 1.9 en 2.3 en 2.5)
- Alistair Murphy – dianatron (track 1.5), saxofoon, strijkarrangement (track 2.2)
- Kavus Tiorabi – glissandogitaar, gitaar (track 1,2), achtergrondzang (track 1.4)
- Melanie Woods – achtergrondzang (tracks 1.1, 1.2, 1.4)
- Lawrie A’Court – saxofoon (track 2.2)
- Michael Bearpark – gitaar (track 2.3)
- Fran Broady – viool (track 2.2)
- Peter Hammill – piano en zang (track 2.3)
- Adam Holzman – wurlitzer (tracks 2.3)
- David K Jones – baspedalen (track 2.1)

## Muziek
| Nr. | Titel                                     | Duur |
| --- | ----------------------------------------- | ---- |
| 1.  | Northern rain (Bowness, Hulse)            | 4:47 |
| 2.  | I’m better now (Bowness)                  | 3:50 |
| 3.  | Darkline (Bowness, Hulse)                 | 3:58 |
| 4.  | We caught the light (Bowness)             | 3:56 |
| 5.  | The hitman who missed (Bowness, Hulse)    | 3;21 |
| 6.  | Never a place (Bowness, Hulse)            | 4:41 |
| 7.  | The last gateway (Bowness, Hulse)         | 4:55 |
| 8.  | Hidden life (Bowness, Hulse, Pete Morgan) | 5:05 |
| 9.  | One last call (Bowness)                   | 4:15 |

| Nr. | Titel                                       | Duur |
| --- | ------------------------------------------- | ---- |
| 1.  | The other side (Bowness, Hulse)             | 4:11 |
| 2.  | Beauty in decay (Bowness, Hulse)            | 3:43 |
| 3.  | Beyond the firing line (Bowness, Bearpark)  | 4:19 |
| 4.  | Cheerleader for the damned (Bowness, Hulse) | 2:25 |
| 5.  | War games by the sea (Bowness, Hulse)       | 3:00 |

Cd2 bevat tracks uit de sessies uit dezelfde periode, niet geschikt voor het “hoofdalbum”, alsmede een stuk origineel bedoeld voor het vorig album (track 2.3).